# Война на мысе Барра
Война на мысе Барра (англ. Barra War) — военный конфликт между Британской империей и Королевством Ниуми на территории современной Гамбии.

## Предыстория
В 1816 году британцы основали на территории современной Гамбии форт Батерст (современный Банжул). Командир гарнизона Александр Грант заявил королю Ниуми (Ниумиманса) Коллиманке Мане, что англичане не собираются «лишать его или его народ каких-либо их прав и привилегий». Несмотря на это, офицер отказался платить африканцам таможенную пошлину за захваченные невольничьи корабли. В последующем британские торговцы и колониальные администраторы всё также отказывались платить таможенные пошлины Ниумимансе, пытаясь установить торговую монополию на реке Гамбия.
В 1826 году британцы угрозой применения военной силы заставили Бурунгаи Сонко (нового правителя Ниуми, вошедшего на престол в 1823 году после смерти своего предшественника) уступить участок земли шириной в милю на северном берегу реки, включая мыс Барра. Район стал известен как «уступленная миля» (англ. Ceded Mile). Здесь колонизаторы построили форт Буллен, платя ежемесячно королевству за пользование участком. После этого британские торговцы и чиновники усилили своё влияние в Гамбии. В 1831 году они попытались поселиться на Собачьем острове. Местные племена выступили против прихода европейцев, поэтому губернатор приостановил ежемесячную выплату Ниуми за владение «уступленной милей». В августе 1831 года африканцы силой изгнали поселенцев с мыса Барра, а король Бурункаи запретил своим подданным ездить в Батерст.

## Ход событий
22 августа 1831 года отряд Королевского африканского колониального корпуса под руководством Энсина Фирона в составе 22 действующих и 50 отставных солдат, а также быстро сформированного ополчения был отправлен на Барру. Британцы предполагали за счёт военного присутствия урегулировать ситуацию, но это только усугубило положение, что привело к столкновениям.
Фирон был вынужден отступить к форту Буллен, который был осаждён воинами Ниуми. На следующий день, потеряв 23 человека, британцы покинули форт и отступили через реку в Батерст. После захвата Буллена многие вожди воодушевились и присоединились к войску короля Бурунгаи Сонко. Несколько тысяч вооружённых туземцев разбили лагерь всего в 5 километрах (3 милях) от Батерста. Вице-губернатор направил срочную депешу в Сьерра-Леоне за помощью.
В Гамбию были отправлены силы под командованием капитана Стюарта в составе 1-го и 2-го отрядов 1-го Вест-Индского полка, ополчения и Королевского африканского корпуса. Они отплыли в Гамбию на бриге HMS Plumper и транспортном корабле Parmilia. 9 ноября войска прибыли к месту назначения и обнаружили, что форт Буллен всё ещё находится в руках туземцев, поэтому решили отбить мыс Барра, а не идти на помощь гарнизону Батерста.
11 ноября на мысе высадился отряд Стюарта, состоящий из 451 бойца. Высадку прикрывали огнём «Plumper» (под командованием лейтенанта Крези), «Parmilia» и вооружённая колониальная шхуна. Численность африканских сил оценивалась в 2500-3000 человек. Они были защищены от артиллерийского огня окопами и укрытием из высокой травы. Воины Ниуми открыли шквальный огонь по силам Стюарта. Однако британцам удалось прорваться. По итогу боя, который длился час, туземцы были выбиты со своих позиций. Колонизаторы потеряли в стычке двух человек убитыми, три офицера и 47 солдат ранены. В течение следующих нескольких дней британцы укрепили форт Буллен. На рассвете 17 ноября англичане атаковали Эссау.
Приближаясь к городу, британцы выстроились в линию. Предварительно орудия судна «Plumper» открыли огонь по частоколу. Штурм Эссау продолжался пять часов. Защитники вели энергичный ответный огонь из стрелкового оружия и артиллерии. Британцы выпустили по городу ракеты, одна из которых подожгла дом. В полдень часть войск Ниуми покинула Эссау, а вскоре после этого на правом фланге колонизаторов появились крупные силы противника. Второй отряд обходил их левый фланг, очевидно, с намерением атаковать вражеский тыл. Из-за нехватки боеприпасов и невозможности сломать оборонительный частокол англичане отступили. Их потери составили 11 человек убитыми и 59 ранеными. Лейтенант Ли из ополчения Сьерра-Леоне и ещё пять человек позже скончались от ран.
7 декабря подполковник Хингстон из Королевского африканского корпуса прибыл с подкреплением и принял на себя командование британскими войсками. В связи с этим Бурунгаи изъявил желание начать переговоры. 4 января 1832 года в Буллене был составлен и подписан договор, положивший конец войне.

## Последствия
После войны авторитет Ниумимансы ослабел. Часть королевства отделилась. На фоне государственного кризиса в стране усилил свои позиции ислам. Позже между мусульманскими мурабутами и традиционными державами Сенегамбии разразился конфликт.